# Brian Baker (muzyk)
Brian Baker (ur. 25 lutego 1965) – jeden z założycieli Minor Threat oraz Dag Nasty. Od 1994 roku członek Bad Religion.

## Dyskografia
Z Bad Religion
- The Gray Race (1996)
- Tested (1997)
- No Substance (1998)
- The New America (2000)
- The Process of Belief (2002)
- The Empire Strikes First (2004)
- New Maps of Hell (2007)

 Z Dag Nasty
- Can I Say (1986)
- Wig Out at Denko's (1987)
- Field Day (1988)
- 'Four on the Floor (1992)
- Minority of One (2002)

Z Minor Threat
- Minor Threat (1981)
- In My Eyes (1981)
- Out of Step (1983)
- Salad Days (1985)
- Complete Discography (1989)

Z Junkyard
- Junkyard – 1989
- Sixes, Sevens & Nines -1991
- Shut Up – We're Trying To Practice! – 2000
- Tried and True – 2003